# Polska na Zimowych Igrzyskach Paraolimpijskich 2018
Polska na Zimowych Igrzyskach Paraolimpijskich 2018 – występ kadry sportowców reprezentujących Polskę na igrzyskach paraolimpijskich w Pjongczangu w 2018 roku.
W kadrze znalazło się ośmioro sportowców – jedna kobieta i siedmiu mężczyzn.
Jedyny medal zdobył Igor Sikorski, który zajął trzecie miejsce w slalomie gigancie osób siedzących. Szybsi od niego byli tylko Norweg Jesper Pedersen i Amerykanin Tyler Walker. Do drugiego miejsca zabrakło 2,11 sekundy, zaś do zwycięzcy – 2,45.
Wojciech Taraba z powodu wypadku na jednym z treningów nie przystąpił do rywalizacji snowboardzistów. Przeszedł operację rekonstrukcji oczodołu w Korei Południowej.

## Medaliści
| Medal | Zawodnik      | Dyscyplina            | Konkurencja   | Data     |
| ----- | ------------- | --------------------- | ------------- | -------- |
| brąz  | Igor Sikorski | Narciarstwo alpejskie | Slalom gigant | 14 marca |

## Reprezentanci

### Kobiety
| Zawodniczka | Dyscyplina        | Konkurencja           | Podgrupa | Czas    | Strata   | Miejsce | Źródło |
| ----------- | ----------------- | --------------------- | -------- | ------- | -------- | ------- | ------ |
| Iweta Faron | Biathlon          | sprint 6 km           | LW8      | 23:41,1 | +6:35,0  | 15.     | [ 3 ]  |
| Iweta Faron | Biathlon          | średni 10 km          | LW8      | 42:22,8 | +8:12,8  | 8.      | [ 4 ]  |
| Iweta Faron | Biathlon          | indywidualny 12,5 km  | LW8      | 51:11,9 | +12:15,1 | 12.     | [ 5 ]  |
| Iweta Faron | Biegi narciarskie | 15 km stylem dowolnym | LW8      | DNF     | DNF      | DNF     | [ 6 ]  |

### Mężczyźni
| Zawodnik        | Dyscyplina            | Kategoria                | Podgrupa | Czas                   | Strata     | Miejsce | Źródło        |
| --------------- | --------------------- | ------------------------ | -------- | ---------------------- | ---------- | ------- | ------------- |
| Piotr Garbowski | Biathlon              | krótki                   | B3       | 26:32,2                | +6:41,2    | 16.     | [ 7 ]         |
| Piotr Garbowski | Biathlon              | średni                   | B3       | 53:11,7                | +13:48,0   | 12.     | [ 8 ]         |
| Piotr Garbowski | Biathlon              | długi                    | B3       | DNF                    | DNF        | DNF     | [ 9 ]         |
| Piotr Garbowski | Biegi narciarskie     | sprint stylem klasycznym | B3       | 3:59,34                | +31,38     | 10.     | [ 10 ]        |
| Piotr Garbowski | Biegi narciarskie     | średni stylem klasycznym | B3       | 27:16,5                | +3:58,7    | 9.      | [ 11 ]        |
| Piotr Garbowski | Biegi narciarskie     | długi stylem dowolnym    | B3       | 53:46,4                | +7:44,0    | 10.     | [ 12 ]        |
| Maciej Krężel   | Narciarstwo alpejskie | zjazd                    | B3       | 1:38,25                | +14,32     | 8.      | [ 13 ]        |
| Maciej Krężel   | Narciarstwo alpejskie | supergigant              | B3       | 1:38,14                | +12,03     | 12.     | [ 14 ]        |
| Maciej Krężel   | Narciarstwo alpejskie | slalom gigant            | B3       | 2:26,43                | +15,92     | 10.     | [ 15 ]        |
| Maciej Krężel   | Narciarstwo alpejskie | superkombinacja          | B3       | 2:26,95                | +12,73     | 6.      | [ 16 ]        |
| Maciej Krężel   | Narciarstwo alpejskie | slalom                   | B3       | 1:44,13                | +8,01      | 6.      | [ 17 ]        |
| Łukasz Kubica   | Biegi narciarskie     | sprint stylem klasycznym | B3       | 4:26,23                | +58,27     | 16.     | [ 10 ]        |
| Łukasz Kubica   | Biegi narciarskie     | średni stylem klasycznym | B3       | 28:46,3                | +5:28,5    | 12.     | [ 11 ]        |
| Łukasz Kubica   | Biegi narciarskie     | długi stylem dowolnym    | B3       | 1:01:13,9              | +15:11,5   | 13.     | [ 12 ]        |
| Kamil Rosiek    | Biathlon              | krótki                   | LW12     | 27:25,6                | +3:35,9    | 17.     | [ 18 ]        |
| Kamil Rosiek    | Biathlon              | średni                   | LW12     | 56:29,0                | +10:53,4   | 15.     | [ 19 ]        |
| Kamil Rosiek    | Biathlon              | długi                    | LW12     | 56:35,1                | +6:37,9    | 12.     | [ 20 ]        |
| Kamil Rosiek    | Biegi narciarskie     | sprint                   | LW12     | 3:30,01                | +29,45     | 22.     | [ 21 ]        |
| Kamil Rosiek    | Biegi narciarskie     | średni                   | LW12     | DNF                    | DNF        | DNF     | [ 22 ]        |
| Kamil Rosiek    | Biegi narciarskie     | długi                    | LW12     | 48:35,5                | ++6:58,5   | 21.     | [ 23 ]        |
| Igor Sikorski   | Narciarstwo alpejskie | zjazd                    | LW11     | 1:31,69                | +7,58      | 15.     | [ 24 ]        |
| Igor Sikorski   | Narciarstwo alpejskie | supergigant              | LW11     | 1:28,41                | +2,58      | 10.     | [ 25 ]        |
| Igor Sikorski   | Narciarstwo alpejskie | slalom gigant            | LW11     | 2:15,90                | +2,45      | brąz    | [ 26 ]        |
| Igor Sikorski   | Narciarstwo alpejskie | superkombinacja          | LW11     | DNF                    | DNF        | DNF     | [ 27 ]        |
| Igor Sikorski   | Narciarstwo alpejskie | slalom                   | LW11     | 1:43,14                | +3,32      | 6.      | [ 28 ]        |
| Witold Skupień  | Biathlon              | krótki                   | LW5/7    | 21:05,0                | +3:08,6    | 11.     | [ 29 ]        |
| Witold Skupień  | Biegi narciarskie     | sprint stylem klasycznym | LW5/7    | 3:40,47(Q) 4:56,4 (PF) | +3,82 +5,9 | 7.      | [ 30 ] [ 31 ] |
| Witold Skupień  | Biegi narciarskie     | średni style klasycznym  | LW5/7    | 25:05,9                | +59,1      | 6.      | [ 32 ]        |
| Witold Skupień  | Biegi narciarskie     | długi stylem dowolnym    | LW5/7    | 49:02,8                | +4:10,4    | 5.      | [ 33 ]        |
| Wojciech Taraba | Parasnowboarding      | banked slalom            | SB-LL2   | DNS                    | DNS        | DNS     | [ 2 ]         |
| Wojciech Taraba | Parasnowboarding      | boarder cross            | SB-LL2   | DNS                    | DNS        | DNS     | [ 2 ]         |

### Sztafety
| Zawodnicy                                   | Dyscyplina        | Konkurencja         | Czas    | Strata  | Miejsce | Źródło |
| ------------------------------------------- | ----------------- | ------------------- | ------- | ------- | ------- | ------ |
| Piotr Garbowski Kamil Rosiek Witold Skupień | Biegi narciarskie | Sztafeta 4 x 2,5 km | 26:08,4 | +3:21,8 | 9.      | [ 34 ] |